# 22. oklepna divizija (ZDA)
22. oklepna divizija je bila oklepna divizija Kopenske vojske ZDA.